# Klæmint Olsen
Klæmint Andrasson Olsen (ur. 17 lipca 1990 w Runavík) – farerski piłkarz, występujący na pozycji napastnika, reprezentant Wysp Owczych.

## Kariera klubowa
Klæmint Olsen rozpoczął swą karierę w drugiej drużynie klubu NSÍ Runavík, w wieku 17 lat. Pierwszy mecz rozegrał dla niej 31 marca 2007 roku w meczu przeciwko rezerwom B36 Tórshavn, a pierwszą bramkę strzelił 5 kwietnia w meczu z drugim składem KÍ Klaksvík. Jeszcze w czasie trwania sezonu ówczesny trener NSÍ Runavík Jóhan Nielsen powołał go na pięć meczów do pierwszego składu. W Formuladeildin zadebiutował 20 maja 2007 roku w spotkaniu przeciwko Skála ÍF, kiedy w 79. minucie zastąpił Andersona Cardenę. Od tamtej pory sporadycznie pojawiał się w pierwszym składzie, głównie jednak stale grając dla drugiego. Jego klub wywalczył wówczas mistrzostwo kraju.
W roku 2008 zadebiutował w Lidze Mistrzów. 1 lipca, podczas wygranego 1:0 meczu przeciw Dinamo Tbilisi, zastąpił w 83. minucie Øssura Dalbúð. Zagrał także w meczu Atlantic Cup przeciwko islandzkiemu Valur Reykjavík (2:5), a także rozegrał dziewięć regularnych spotkań w farerskiej ekstraklasie. Jego klub zajął czwarte miejsce w tabeli.
Regularne występy w pierwszym składzie NSÍ Runavík rozpoczął od sezonu 2009, kiedy strzelił również swoją pierwszą pierwszoligową bramkę w meczu przeciwko B36 Tórshavn (17.05.2009). Rozegrał także wówczas sześć ostatnich spotkań w drugim składzie. Wywalczył z klubem czwarte miejsce w tabeli, zdobywając 3 bramki w 23 ligowych spotkaniach. Zagrał też w dwóch meczach Ligi Europy UEFA 2009/10. W sezonie 2010 drużyna Olsena zajęła trzecie miejsce w tabeli, zaś on sam z dorobkiem 11 goli, został czwartym najlepszym strzelcem ligi (wraz z Øssurem Dalbúð). Podczas kolejnego sezonu poprawił ten rezultat i po zdobyciu osiemnastu bramek stał się wicekrólem strzelców, zostając wyprzedzonym jedynie przez Finnura Justinussena z Víkingur Gøta. Został wówczas uznany Najlepszym Młodym Piłkarzem Roku.
W 2012 roku klub Olsena zajął siódme miejsce w tabeli, jednak mimo to Klæmint Olsen ponownie stał się jednym z najlepszych strzelców w lidze. Tytuł króla strzelców zdobył w następnym sezonie po strzeleniu dwudziestu jeden bramek. Jego klub zajął wówczas czwarte miejsce w ligowej tabeli. Dotarł on także do półfinału Pucharu Wysp Owczych 2013, w którym ulegli Víkingurowi Gøta. W rozgrywkach pucharowych Olsen zdobył trzy bramki w czterech spotkaniach.
Podczas sezonu 2014 ponownie dostał Złotego Buta po zdobyciu dwudziestu dwóch goli. Jego drużyna zajęła wówczas czwarte miejsce w lidze.
W grudniu 2022 został wypożyczony na rok do Breiðablik UBK.

### Statystyki
(aktualne na dzień 5 marca 2015)
| Klub           | Sezon   | Liga            | Liga  | Liga   | Puchar kraju | Puchar kraju | Puchar ligi | Puchar ligi | Europa1 | Europa1 | Inne2 | Inne2  | Suma  | Suma   |
| Klub           | Sezon   | Liga            | Mecze | Bramki | Mecze        | Bramki       | Mecze       | Bramki      | Mecze   | Bramki  | Mecze | Bramki | Mecze | Bramki |
| -------------- | ------- | --------------- | ----- | ------ | ------------ | ------------ | ----------- | ----------- | ------- | ------- | ----- | ------ | ----- | ------ |
| NSÍ Runavík II | 2007    | 1. deild        | 20    | 5      | –            | –            | –           | –           | –       | –       | –     | –      | 20    | 5      |
| NSÍ Runavík II | 2008    | 1. deild        | 19    | 7      | –            | –            | –           | –           | –       | –       | –     | –      | 19    | 7      |
| NSÍ Runavík II | 2009    | 1. deild        | 6     | 3      | –            | –            | –           | –           | –       | –       | –     | –      | 6     | 3      |
| NSÍ Runavík II | Ogólnie | Ogólnie         | 45    | 15     | 0            | 0            | 0           | 0           | 0       | 0       | 0     | 0      | 45    | 15     |
| NSÍ Runavík    | 2007    | Formuladeildin  | 5     | 0      | 0            | 0            | –           | –           | –       | –       | –     | –      | 5     | 0      |
| NSÍ Runavík    | 2008    | Formuladeildin  | 9     | 0      | 0            | 0            | –           | –           | 1       | 0       | 1     | 0      | 11    | 0      |
| NSÍ Runavík    | 2009    | Vodafonedeildin | 23    | 3      | 1            | 0            | –           | –           | 2       | 0       | –     | –      | 26    | 3      |
| NSÍ Runavík    | 2010    | Vodafonedeildin | 25    | 11     | 1            | 0            | –           | –           | 2       | 0       | –     | –      | 28    | 11     |
| NSÍ Runavík    | 2011    | Vodafonedeildin | 25    | 18     | 2            | 1            | –           | –           | 2       | 0       | –     | –      | 29    | 19     |
| NSÍ Runavík    | 2012    | Effodeildin     | 27    | 14     | 1            | 1            | –           | –           | 2       | 0       | –     | –      | 30    | 15     |
| NSÍ Runavík    | 2013    | Effodeildin     | 26    | 21     | 3            | 3            | –           | –           | –       | –       | –     | –      | 29    | 24     |
| NSÍ Runavík    | 2014    | Effodeildin     | 27    | 22     | 2            | 2            | –           | –           | 0       | 0       | –     | –      | 29    | 24     |
| NSÍ Runavík    | 2015    | Effodeildin     | 1     | 3      | 0            | 0            | –           | –           | 0       | 0       | –     | –      | 1     | 3      |
| NSÍ Runavík    | Ogólnie | Ogólnie         | 168   | 92     | 10           | 7            | 0           | 0           | 9       | 0       | 1     | 0      | 188   | 99     |

Objaśnienia:
1. Uwzględniono mecze w ramach Ligi Europejskiej oraz Ligi Mistrzów.
2. Uwzględniono mecze w ramach Atlantic Cup.

## Kariera reprezentacyjna
Klæmint Olsen rozegrał dotychczas osiem spotkań w reprezentacji Wysp Owczych. Zadebiutował 7 września 2012 roku w osiemdziesiątej piątej minucie przegranego 0:3 spotkania przeciwko Niemcom.
Olsen występował w drużynach młodzieżowych. W reprezentacji U-17 zadebiutował 14 października 2005 w przegranym 0:4 meczu z Niemcami. Później wystąpił w niej jeszcze trzynaście razy, strzelając dwa gole w ramach eliminacji do Mistrzostw Europy 2005. Zagrał także w czterech spotkaniach reprezentacji U-19, gdzie strzelił jedną bramkę, a także w siedmiu meczach reprezentacji U-21, nie zdobywając żadnego gola.
| Mecze i gole w reprezentacji | Mecze i gole w reprezentacji | Mecze i gole w reprezentacji | Mecze i gole w reprezentacji | Mecze i gole w reprezentacji | Mecze i gole w reprezentacji | Mecze i gole w reprezentacji |
|                              | Data                         | Miasto                       | Przeciwnik                   | Gol                          | Wynik                        | Rozgrywki                    |
| ---------------------------- | ---------------------------- | ---------------------------- | ---------------------------- | ---------------------------- | ---------------------------- | ---------------------------- |
| 1.                           | 07.09.2012                   | Hanower                      | Niemcy                       |                              | 0:3                          | elim. MŚ 2014                |
| 2.                           | 15.10.2012                   | Tórshavn                     | Austria                      |                              | 0:3                          | elim. MŚ 2014                |
| 3.                           | 19.11.2013                   | Ta’ Qali                     | Malta                        |                              | 2:3                          | towarzyski                   |
| 4.                           | 01.03.2014                   | Gibraltar                    | Gibraltar                    |                              | 4:1                          | towarzyski                   |
| 5.                           | 14.11.2014                   | Pireus                       | Grecja                       |                              | 1:0                          | elim. ME 2016                |

## Sukcesy

### Klubowe
NSÍ Runavík
- Mistrzostwo Wysp Owczych (1x): 2008

### Indywidualne
- Król strzelców Effodeildin: 2013, 2014
- Młody Piłkarz Roku: 2011